# Cuisy (Meuse)
Cuisy ist eine französische Gemeinde mit 48 Einwohnern (Stand: 1. Januar 2022) im Département Meuse in der Region Grand Est (vor 2016: Lothringen). Die Gemeinde gehört zum Arrondissement Verdun, zum Kanton Clermont-en-Argonne und zum Gemeindeverband Argonne-Meuse.

## Geographie
Cuisy liegt etwa 30 Kilometer nordwestlich von Verdun.
Umgeben wird Cuisy von den Nachbargemeinden Septsarges im Norden, Gercourt-et-Drillancourt im Nordosten und Osten, Béthincourt im Südosten und Süden, Malancourt im Süden sowie Montfaucon-d’Argonne im Westen.

## Bevölkerungsentwicklung
| Jahr                       | 1962 | 1968 | 1975 | 1982 | 1990 | 1999 | 2006 | 2011 | 2019 |
| Einwohner                  | 69   | 49   | 55   | 51   | 53   | 46   | 44   | 50   | 48   |
| Quellen: Cassini und INSEE |      |      |      |      |      |      |      |      |      |

## Sehenswürdigkeiten
- Kirche Saint-Denis